# Наглазник

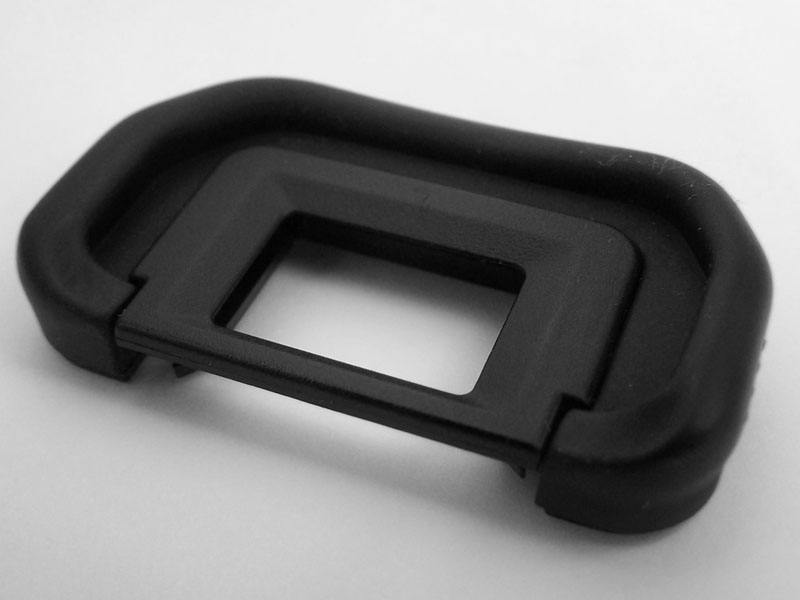

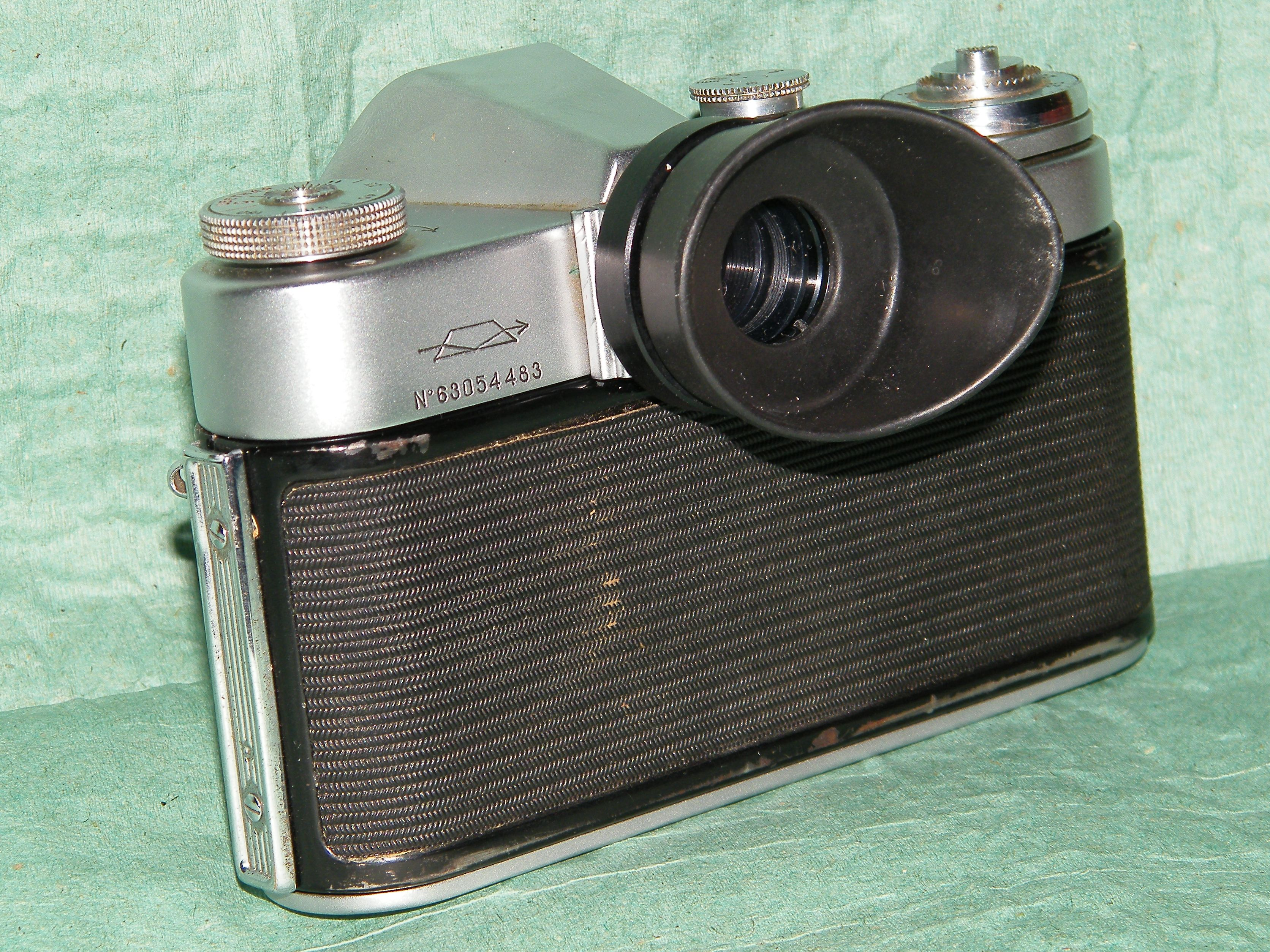
Наглазник диоптрический «НД-2»

Нагла́зник — светозащитная насадка на окуляр видоискателя съёмочного аппарата или иного оптического прибора. Обычно изготавливается из мягкой резины в форме конуса.
Устанавливается на аппарате в специальное крепение или накручивается на оправу окуляра. При ярком внешнем освещении препятствует попаданию избыточного света в глаз, а также уменьшает паразитную засветку видоискателя и влияние оной на работу автоматики аппарата (TTL-экспонометр).
В конструкцию некоторых наглазников может быть установлена линза от очков для коррекции зрения слабовидящего фотографа.
Помимо светозащитной функции, наглазник предотвращает травмирование наблюдателя при нештатных ситуациях, сильной вибрации и ударах (например, в боевой технике).
Во многих приборах наглазник составляет единое целое с окуляром.